# بانت
بانت (به هلندی: Bant) یک منطقهٔ مسکونی در هلند است که در نورداوست‌پلدر واقع شده‌است. بانت ۱٬۳۴۴ نفر جمعیت دارد و −۳٫۵ متر بالاتر از سطح دریا واقع شده‌است.